# Rathaus Ribnitz
Das Rathaus Ribnitz ist ein denkmalgeschütztes Bauwerk aus dem Jahr 1834. Es befindet sich im Stadtkern von Ribnitz-Damgarten, direkt am Marktplatz in unmittelbarer Nähe zum Bernsteinbrunnen und zur Marienkirche.

## Chronik
Das erste Ribnitzer Rathaus wurde im 13. Jahrhundert errichtet und im Jahr 1384 durch einen Brand zerstört. Das gleiche Schicksal ereilte das zweite Rathaus (zerstört 1455), das dritte (zerstört 1537) sowie das vierte Rathaus, welches 1759 beim letzten großen Stadtbrand vernichtet wurde. Hierbei wurde auch die daneben befindliche Schule zerstört.
Da die Stadt zunächst nicht mehr über die finanziellen Mittel für einen Wiederaufbau verfügte, mietete man in einem Privathaus Räume für die Ratssitzungen an. 1795 erwarb der Rat ein Grundstück sowie das darauf befindliche Gebäude in der Lange Straße/Ecke Neue Klosterstraße und baute es um. Für die nächsten 40 Jahre war es damit der provisorische Sitz der Stadtverwaltung.
Im Jahr 1832 fiel die Entscheidung für einen Neubau, der lange Zeit fälschlicherweise dem mecklenburgischen Baubeamten und Architekten Johann Georg Barca zugeschrieben wurde. Diese Annahme erweist sich jedoch als irreführend.
Unter anderem erhielten der Zimmermeister Friedrich Hesse aus Rostock und der Maurermeister Johann Georg Wilhelm aus Ribnitz den Auftrag, Entwürfe für ein neues Rat- und Schulhaus in Ribnitz zu erstellen. Diese Pläne wurden jedoch vom Kammerherrn Georg von Brandenstein als unzureichend beurteilt. In der Folge wandte sich der Magistrat an Carl Theodor Severin aus Doberan mit der Bitte, die Baupläne vor Ort zu überprüfen. Als Severin jedoch absagte, wurde der Rostocker Bau- und Zimmermeister Johann Friedrich Wölfer (1778–1847) mit der Bauleitung betraut. Er war zudem für den Entwurf der Großherzoglich Mecklenburg-Schwerinschen Landesstrafanstalt in Dreibergen verantwortlich.
Als Standort wählte man dabei nicht den ursprünglichen Platz an der Westseite des Marktes, sondern nunmehr die Ostseite. Da die Arbeiten, vermutlich basierend auf Hesses ursprünglichem Entwurf, bereits im Gange waren, nahm Wölfer alle vorherigen Pläne in Angriff und entwarf ein zweigeschossiges, 13-achsiges Hauptgebäude. Die seitlichen Risalite wurden dezent gestaltet, während der Mittelrisalit markanter hervorsticht, sodass im ersten Stock ein Balkon Platz finden konnte. Über dem Mittelrisalit erhebt sich ein Dreiecksgiebel, der von Akroteren umrahmt wird. Gesimsbänder und das mit Putzquaderung verzierte Sockelgeschoss betonen, ähnlich wie beim Wismarer Rathaus, die horizontale Gliederung des Bauwerks. Über dem Eingangsportal finden sich die drei Fenster des Festsaals, darüber prangt das Stadtwappen, ergänzt durch ein Lünettenfenster im Giebel. Zwei Dachgauben im Walmdach flankieren den Mittelrisalit.
Die Steine wurden aus der Ziegelei Schulenberg in Marlow erworben, weiteres Baumaterial wurde durch den Abriss des Fischertors und Teile der Stadtmauer am See gewonnen. Die Einweihung fand am 18. Oktober 1834 statt. Die Gesamtkosten des Bauvorhabens beliefen sich auf mehr als 12.000 Reichstaler. 
1912 zog die beim letzten Brand zerstörte Schule aus, die in einem Seitenflügel untergebracht war. Dies führte zu Umbaumaßnahmen, die zu der heute noch erhaltenen Raumaufteilung führten.
Nach dem Ende des Zweiten Weltkrieges nutzte die sowjetische Kommandantur das Gebäude, bis es 1952 wieder vom Rat des Kreises belegt wurde.
Um 1960 wurde auf den Mittelrisalit ein flacher, dreieckiger Giebel aufgesetzt, der bei der letzten Sanierung in den Jahren 1993/1994 wieder in den ursprünglichen Zustand versetzt wurde.

## Gedenktafel

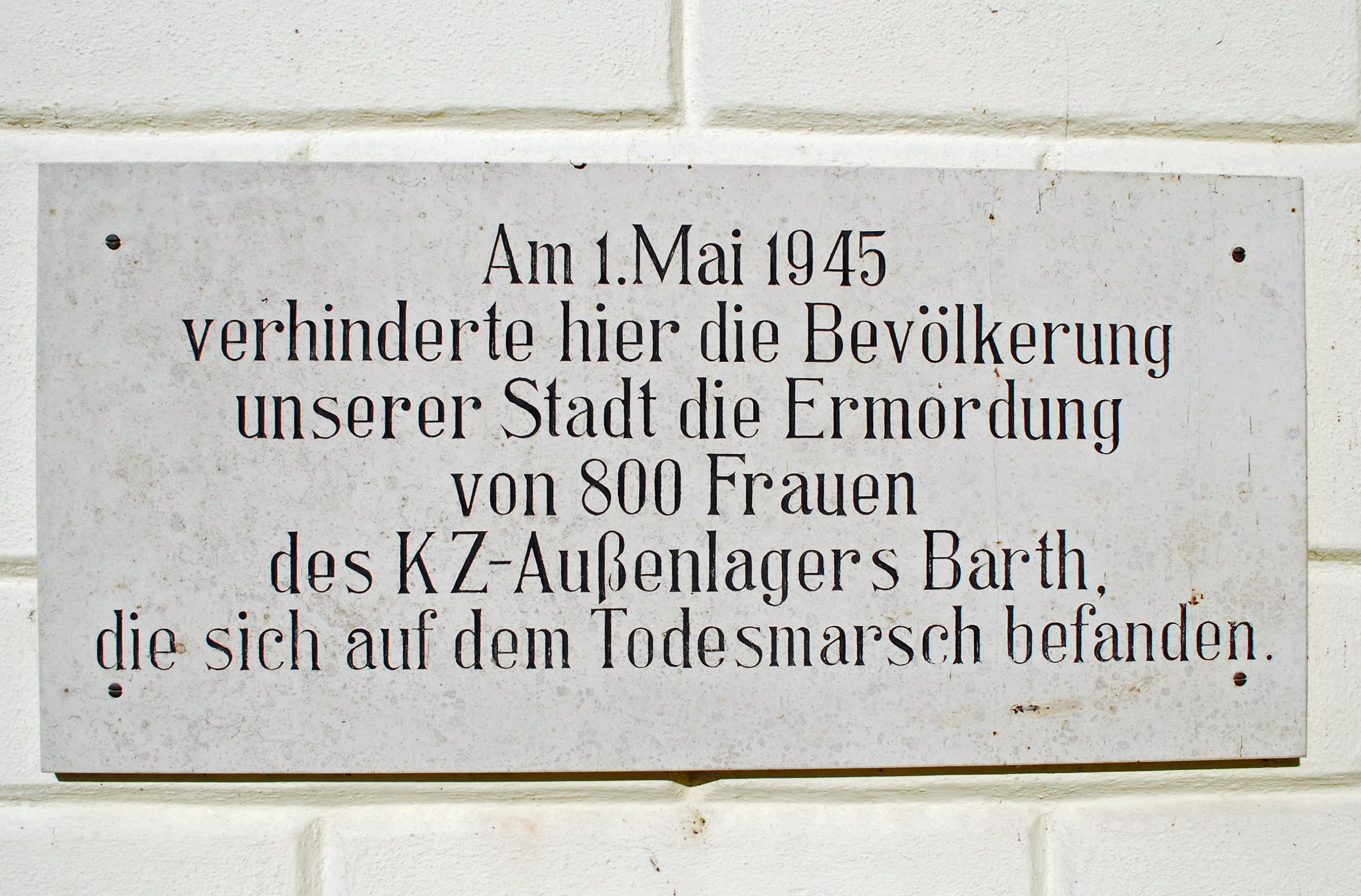
Gedenktafel, Rathaus Ribnitz-Damgarten

Am Rathaus befindet sich rechts neben dem Eingang eine Gedenktafel. 1945 sollten weibliche Häftlinge aus dem KZ-Außenlager Barth auf dem Todesmarsch ermordet werden. Dies wurde durch das engagierte Eingreifen von Bürgern verhindert.